# Néstor Cabrera Bedoya
Néstor Cabrera Bedoya (*Ayacucho, 1888 - †Lima, 1970) fue un escritor y periodista peruano. 
Néstor Cabrera nació en Ayacucho, en el seno de una familia acomodada, dueña de la Hacienda Huayapampa. Fue el cuarto hijo de Octavio Cabrera y Páez y de Juana Bedoya y Viana.
Se dio a conocer como escritor y periodista. Fue fundador en 1934 del Centro Cultural Ayacucho. En la revista Huamanga, perteneciente a dicho centro cultural, publica entre 1932 y 1956 la mayoría de sus tradiciones. Desde su ciudad natal escribió para el diario El Comercio de Lima. 
En 1912 fue nombrado Subprefecto de La Mar, Ayacucho. 
En 1962, preocupado por la formación universitaria de los jóvenes ayacuchanos, vende, muy por debajo de su precio comercial su hacienda, con el propósito de que se fundara en esas tierras el Centro de Experimentación e Investigación Agrícola de la Universidad Nacional San Cristóbal de Huamanga. 
Fallece en el Hospital militar de Lima después de cinco meses de enfermedad, en 1970.
Contrajo matrimonio con Zoila Rosa Julia Del Arca Negri, (†1957),con quien procreó 7 hijos: Eduardo, Hugo, Juana Renée, Javier Osvaldo, César Daniel, Jorge Salvador y Alfredo. 
- Datos: Q6047398